# Старовинні гірничі обряди, традиції та вірування

Символ гірничої справи

Старовинні гірничі обряди, традиції та вірування — обряди, яких дотримувалися в старовину при гірничих роботах, до їх початку та після закінчення.
Традиції та вірування гірників середньовічної Європи мали своє підґрунтя. Оволодіти гірничим мистецтвом за короткий термін не можна було, а заміна гірників кріпаками завжди призводила до занепаду видобувного промислу. Тому власники гірничого промислу і урядовці вимушені були надавати гірникам особливі привілеї, які звільняли їх від багатьох феодальних повинностей, матеріально вивищували їх з-поміж інших людей праці, формували особливий кастовий дух. Потрапити до професійних гірничих об'єднань було складною справою, що потребувала попереднього учнівства, численних випробувань і формальної посвяти.
Становлення європейського гірництва в межах чернечих орденів, перенесло урочисту посвяту служіння ордену на служіння гірничому цеху, який за багатьма ознаками нагадував свого релігійного попередника. Одночасно з особливими християнськими обрядами гірнича посвята серед іншого включала давній ритуал «стрибка через шкіряний фартух» (елемент робочого одягу середньовічного гірника, який захищав тіло ззаду від подряпин і вологи під час спуску похилим стовбуром і під час роботи). Цей елемент гірничої посвяти зберігався протягом багатьох сторіч і в стилізованій формі відродився в сучасній університетській посвяті студента-гірника в професію.
Традиційний однострій гірників, яким спершу була біла ряса ченця-цистерціанця, став ознакою належності до привілейованої громади рудокопів й багато що міг розповісти про її носія (зокрема про ієрархічне становище в гірничому товаристві). Спеціальний одяг був обов'язковим на гірничих урочистостях та обрядових дійствах, причому сувора традиція його використання не переривалася майже до XX ст. і відновилася сьогодні в багатьох гірничих регіонах.

## Гірнича символіка
Найдавнішою сакральною гірничою символікою був ріг. Спершу його використовували як сигнальний інструмент (початок і кінець робіт, небезпека тощо), а пізніше — як посудину для олії світильників.
Знаним символом гірництва залишаються рудничні світильники, а найбільшу відомість отримали схрещені гірничі молотки (власне, молоток і зубило на держаку) — основне знаряддя руйнування гірських порід протягом багатьох сторіч. Найстаріше символічне зображення схрещених молотків відоме з 1111 р. (монастир Берхтесгаден, Німеччина), але й сьогодні — це найпоширеніший символ гірництва.
Шахтарські риси формувалися у виняткових умовах праці під землею, що відрізняло гірників від представників усіх інших професій. Відвага, необхідна для роботи під землею, поєднувалась з готовністю захистити видобуті скарби, оскільки невеликі гірничі артілі зазвичай працювали в далекій глушині й часом зазнавали розбійних нападів (через що парадним атрибутом гірників стали бойова сокира й шпага). Це додатково стимулювало об'єднання шахтарів у громади, сприяло проявам солідарності між ними.

## Християнські традиції гірників

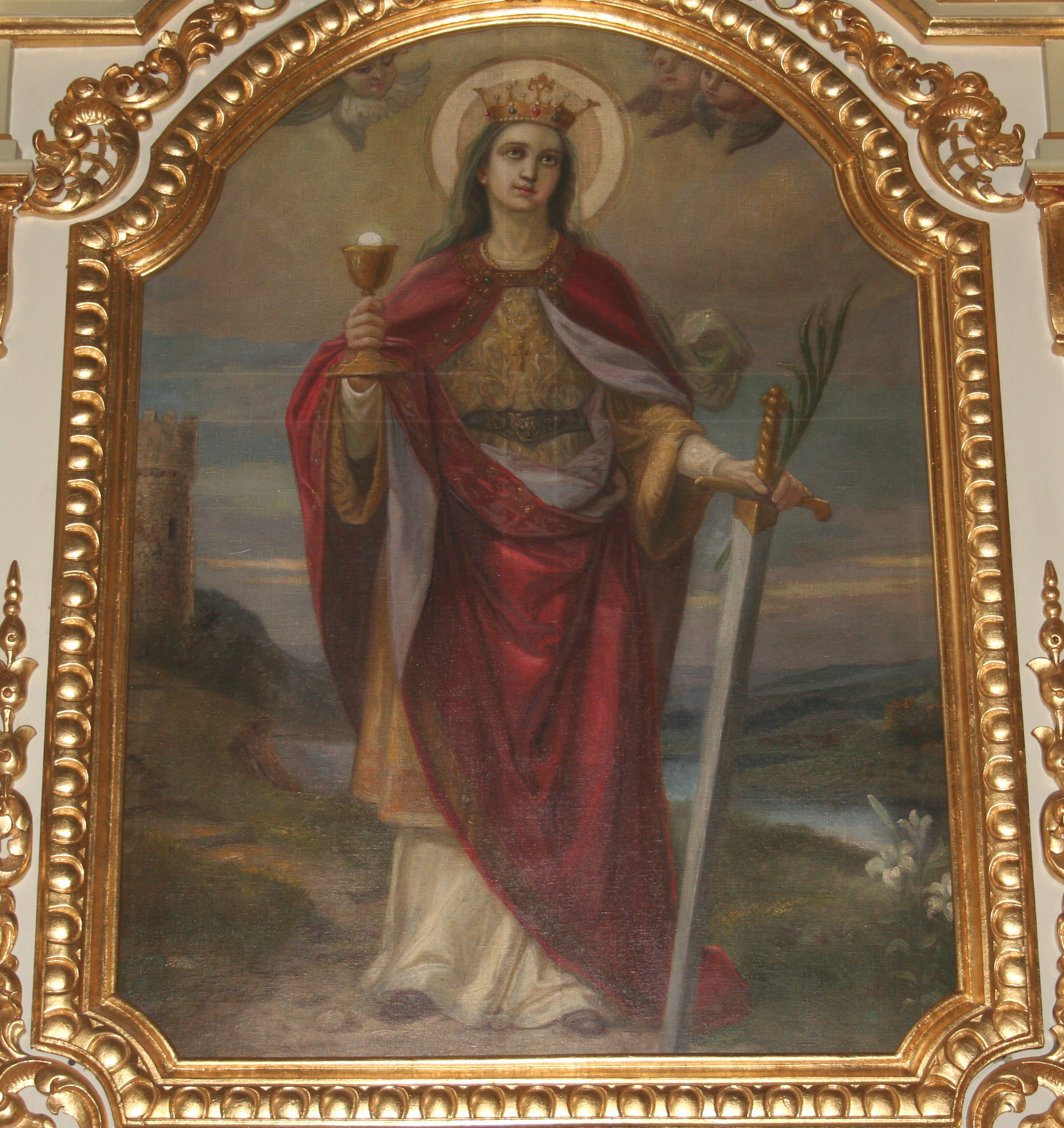
Свята Варвара

Стереотипна грубість шахтаря, показні риси бешкетника й відчайдуха уживалися з глибокою релігійністю, надією на Боже милосердя й заступництво, розвитком особистого духовного чину. Зазвичай, середньовічний рудник був освячений християнським священиком, перед спуском у копальню гірники співали псалмів і молилися в підземній каплиці. Християнські підвалини, закладені «білими ченцями» в часи становлення гірничої справи середньовічної Європи, отримали подальший розвиток у незалежних артілях і в різних формах зберігалися до часів індустріальної епохи (частково існують і сьогодні).
В професійному середовищі особливим чином вшановувалася велика кількість християнських святих, серед яких найбільшу пошану отримали Св. Варвара, Св. Анна, Св. Антоній, Св. Даниїл та ін. Праведникам присвячувалися численні підземні церкви й каплиці. Ще більшу значущість дістали церкви в шахтарських містах. Шедеврами архітектури й внутрішнього оздоблення були гірничі собори в Кутній Горі, Фрайберзі, Аннаберзі, Шваці, Клаусталі та ін. Особливу роль мали ікони шахтарських церков, які ставали реліквіями для великих гірничо-промислових районів. Прикладами можуть бути образ святої Анни Метерції, який століттями вшановували на рудниках Словаччини, Угорщини й Румунії, а також гірничий вівтар в Аннаберзі, широко знаний у німецьких землях.
У Росії особливу шану гірники складали святому Макарію Єгипетському. День освячення його храму в Санкт-Петербурзькому гірничому інституті (1 лютого 1805 р.) став святом гірничих інженерів, вихованців цього навчального закладу. На Уралі гірники особливо побожно вшановували Св. Катерину.
Справжній феномен шахтарської прихильності пов'язаний із культом Святої Варвари, покровительки гірників. Особливе ставлення до цієї святої поширилось серед рудокопів Європи вже в XIII—XIV ст., про що свідчить будівництво шахтарського храму Св. Варвари в Кутній Горі (1388 р.). Спорудження собору велось на внески кутногорських копалень і пожертвування численних гірників. Є декілька причин, що споріднюють шахтарів та їх покровительку. Вона була й залишається однією з найшанованіших святих Західного й Східного обряду. Невипадково Рафаель у своїй картині «Сикстинська Мадонна», — одному з найвідоміших творів італійського Ренесансу, — зобразив її як найближчу до Христа й Діви Марії. До образу Св. Варвари зверталися у своїй творчості найвидатніші митці минулого: Гольбейн, Дюрер, Пітер Пауль Рубенс, Паоло Веронезе, Антоніс ван Дейк, Васнецов та ін. Героїчна стійкість і мученицький чин вірності християнській вірі зробили дівчину з Нікомедії III—IV ст. (зараз м. Ізмір, Туреччина) близькою гірникам Середньовіччя. В іконографії Св. Варвару зазвичай зображують на тлі башти (символ ув'язнення), з чашею (символ віри), з мечем або пальмовою гілкою (символ мучеництва), з короною на голові (символ перемоги й влади). Відомо, що прах Св. Варвари було перенесено в часи царювання Юстиніана Великого (VI ст.) в Константинополь, а за імператора Льва Мудрого (на початку X ст.) було зведено перший храм її імені. Царівна Варвара, дочка візантійського імператора Олексія Комніна, яка вийшла заміж за київського князя Святополка (в хрещенні Михайла), перевезла останки Св. Варвари до Києва як «духовний посаг». Це мало зміцнити християнство на Русі. Протягом майже восьми сторіч реліквія зберігалася в Михайлівському Золотоверхому монастирі. Після злочинного руйнування храму (1936 р.) прах Св. Варвари був перенесений до Володимирського собору Києва, де він покоїться й нині. Гірники з багатьох країн світу намагаються хоча б раз у житті побувати в цьому храмі й вшанувати свою небесну покровительку. У стінах сучасних університетів, де вивчають гірничу справу, зазвичай присутні живописні й скульптурні образи Св. Варвари, які передають духовний зв'язок між поколіннями гірників. За давньою традицією, День пам'яті Св. Варвари, що припадає на 4 (17) грудня, широко святкують як головне шахтарське свято («Барбурка»).

## Язичницькі вірування гірників

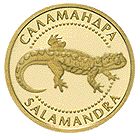
Українська золота монета «Саламандра» У гірничій міфології Саламандра — помічниця гірників.

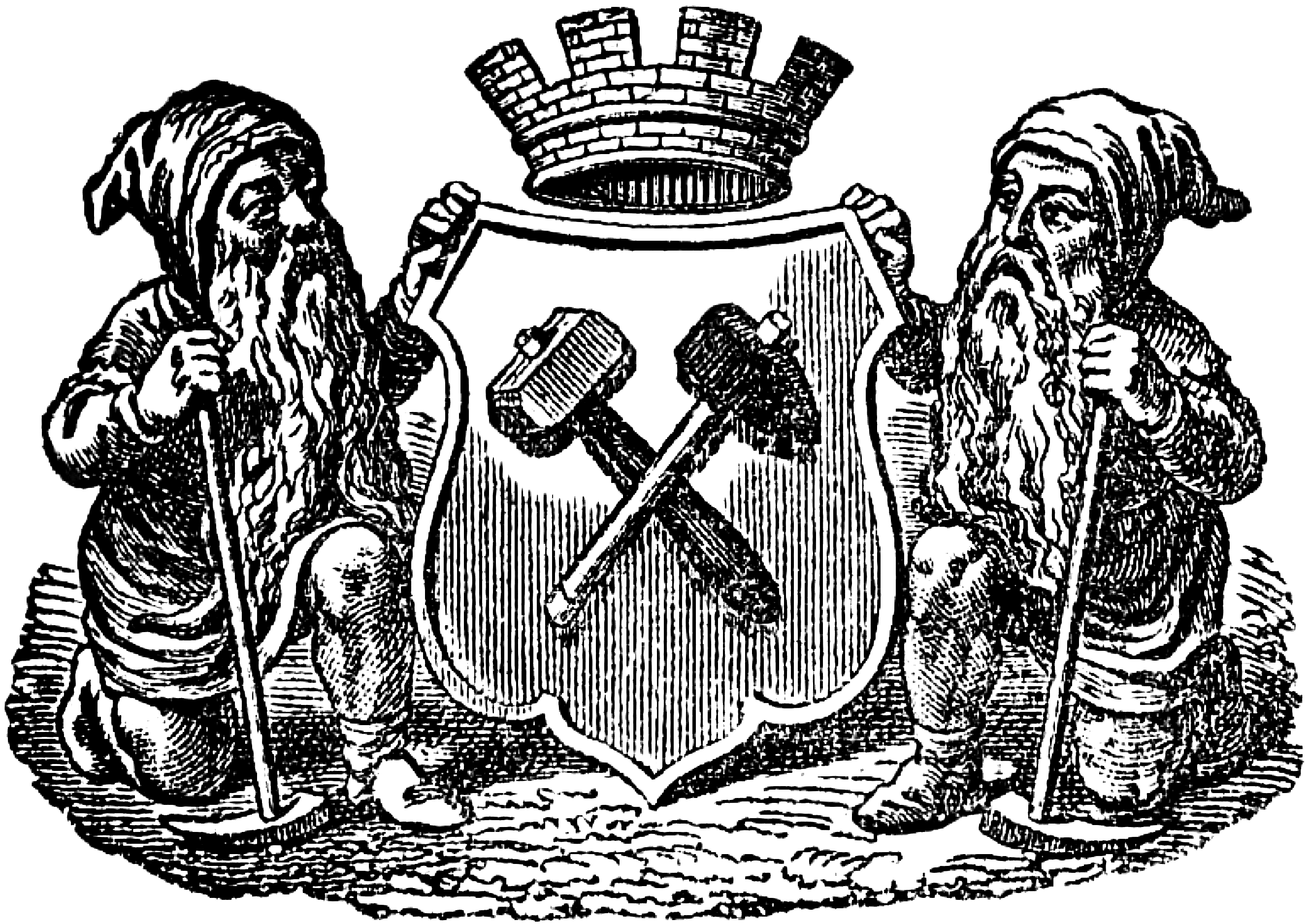
Гноми на емблемі гірничого департамента Російської імперії.

Одночасно з християнськими традиціями серед частини гірників зберігалися окремі язичницькі забобони, зокрема віра в духів землі та гір, що відобразилося в народному фольклорі, казках, літературних творах. Традиція ототожнювати духів підземелля з лихою, згубною силою, що простежується ще в античній міфології, була притаманна широким верствам населення. Підземне царство Плутона за їх уявою було сповнено душ мерців:
«Була це душ копальня дивовижна, -
У ній, як жили тихих срібних руд,
Тяглись вони крізь тьму…» (Р. Рільке)
Не випадково серед міфічних персонажів драми-феєрії Лесі Українки «Лісова пісня» дух зла втілює «той, що в скелі сидить». Хазяйка мідної гори в уральських сказах П. Бажова могла перевтілюватись в ящірку й вказувати багаті рудні поклади, а часом могла й занапастити якогось пожадливого шукача підземних скарбів . Цікаво, що образ саламандри (ящірки) у віруваннях гірників Центральної Європи мав ті ж самі особливості, що й на Уралі. Вважається, що саламандри багаторазово вказували гірникам місця, де треба закладати шахту (ці копальні нібито виявлялися напрочуд багатими). В деяких країнах (зокрема в Словаччині, Угорщині) середньовічні гірники мали навіть свято на честь Саламандри — помічниці гірників. У театралізованій формі його святкують у деяких гірничих регіонах і тепер.
Серед гірничої спільноти широко знані міфи про підземних карликів — гномів (у німців їх називали «цверги», у англійців — «дворфи», у поляків — «краснолюдки»). Вважалося, що в надрах землі гноми зберігають приховані скарби — метали й самоцвіти. Їх визнавали майстерними гірниками, металургами й ковалями, які в своїх підземних володіннях виковували чудодійні персні, зброю й інші магічні предмети. Гноми переховувались глибоко під землею, де будували собі міста й палаци. Людей не любили за їхню пожадливість до підземних багатств і часом лякали їх у підземних виробках. Серед імен гномів німецькі гірники виділяли Нікеля та Кобальта, від яких пішли назви пізніше відкритих металів. Системний опис містичних мешканців рудників дав Ґеоргіус Аґрікола в книзі «Про підземні істоти» (1548 р.).
У давньогерманському героїчному епосі «Пісня про Нібелунгів» (вперше записаному близько 1200 р.) підземні охоронці скарбів названі «нібелунгами». Легендарний лицар Зігфрид заволодів цим скарбом, і карлики почали служити йому. Надалі епос переносить назву «нібелунгів» на всіх володарів скарбу, на різні германські племена, пов'язуючи їх з карликами-гірниками. Гноми фігурують в народних казках більшості європейських країн, сюжети яких часто перетинаються з гірничою чи ковальською діяльністю. Не виключено, що корені цих казок і міфів пов'язані з появою в Центральній Європі ще за бронзової доби численних гірників з Південного Кавказу й Близького Сходу, які були значно нижчі на зріст, ніж місцеві мешканці, й володіли магічним мистецтвом перетворювати руди на метал.
Примітно, що ці вірування дійшли до нових часів і не оминули й шахтарів Донецького басейну. Гірський дух отримав тут ім'я Шубін і постав в уяві гірників сивим старим карликом. За повір'ям, записаним письменником Б. Горбатовим, Шубін вештається в гірничих виробках і лякає шахтарів: «Кому зустрінеться — тому, отже, скоро амба: завалить». Існує й оптимістичніша версія оповіді, за якою Шубін може бути й добрим, допомагаючи гірникам і захищаючи їх від небезпеки. Саме цього «доброго Шубіна» наш сучасник бачить на етикетці популярного пива заводу «Сармат», що свідчить про загальну відомість цього «персонажу», принаймні в шахтарських регіонах.
Підземний світ гірничих виробок і розробка копалин сприймалися необізнаними людьми містично, причому часто упереджено мислилися ними як зіткнення з потойбічними силами зла. Ці спостереження стисло висловив письменник Д. Мережковський: «Усі рудокопи — народ найзабобонніший, тому що дияволу належать скарби підземних надр, у тому числі й руда». Подібне марновірство простолюду існувало протягом усього середньовіччя й розповсюджувалось не тільки на гірника, а й на металурга та коваля, причому його відлуння дійшло й до наших часів у фольклорі й повір'ях багатьох народів. Цим поглядам сприяли ізольованість гірничих спільнот, приховування гірниками й металургами своїх професійних секретів, вірування й сакральні уявлення самих шахтарів. Ґ.Аґрікола, відповідаючи дотепним критикам гірничих вірувань, зазначав: «Смійтеся скільки завгодно, ваші розсудливі доводи не знищать наших гірських духів, яких ми знаємо за досвідом».

## Обряд обміру і відведення рудної жили (за Г.Агріколою)
Описаний в праці Георга Агріколи (1556 р.) De Re Metallica:
| Як тільки рудокоп знаходив руду, він повідомляв про це бергмейстеру і десятнику, які або самі вирушали з міста в гори, або направляли туди надійних людей числом не менше двох оглянути рудоносну жилу. Якщо вони знаходили її цінною для обміру, бергмейстер вирушав на місце знову в призначений день і задавав першовідкривачеві питання в такій формі: «Яка жила твоя? Яка копальня несе руду?». Тоді прохач, простягаючи руку на відкриту ним рудну жилу і розпочату ним копальню, точно показував їх. Слідом за тим бергмейстер наказував йому стати біля валу коловорота, покласти два пальці правої руки на свою голову і виразним голосом поклястися наступною клятвою: "Клянуся богом і всіма святими і закликаю їх у свідки , що ця жила моя, а якщо вона не моя, то нехай ні моя голова, ні ся моя рука більше не служать мені!". Після цього бергмейстер, починаючи від середини вала, відміряв мотузкою жилу і надавав відкривачеві жили відвід спочатку в половину лена, потім ще в три цілих лена і після цього відводив один лен королю або князю, інший – його дружині, третій – маршалу, четвертий – мундшенку, п'ятий – камереру і шостий – самому собі. Подібним же чином він справляв обмір жили по інший бік валу. Таким чином, першовідкривачеві рудної жили відводилася головна копальня, а саме 7 простих ленів, а король або князь і його дружина, а також ці сановиті царедворці і сам бергмейстер отримували кожен по два лени – дві старовинних мірки землі. З цієї причини в одному Фрейбергському Мейссені знаходять так багато пов'язаних між собою шахт, які по старості частиною завалилися. Якщо бергмейстер вже до того встиг відмежувати ділянки по якійсь стороні (розвідувальної) шахти на користь якого-небудь іншого відкривача і всіх вищевказаних осіб, то скільки ділянок виявлялося тепер неможливим відвести по цю сторону цього відводу, він відводив у подвійному розмірі по інший бік. Якщо ж бергмейстер раніше вже відмежував відводи по обидві сторони розвідувальної шахти, він відводив тепер лише залишену вільну частину рудної жили. Внаслідок цього часто виходило, що ті особи, які я вище назвав, взагалі не отримували ніяких відводів. |